# Bergougnan (entreprise)
Pour les articles homonymes, voir Bergougnan.
Bergougnan est une ancienne entreprise française de pneumatiques. Créée à Clermont-Ferrand par Raymond Bergougnan à la fin du XIXe siècle, elle fut l'un des plus importants fabricants français de pneus avant et après la Première Guerre mondiale. Elle fut rachetée par Michelin au début des années 1960.

## Histoire

### Les débuts

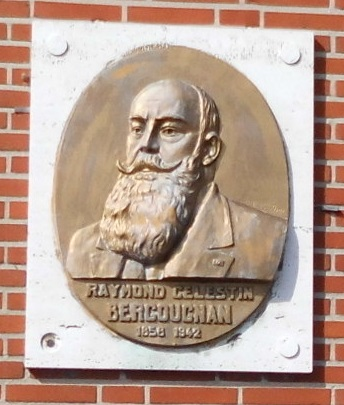
Bas relief représentant Raymond Bergougnan dans le quartier de Belzele, à Everghem, dans la banlieue de Gand où se trouvait une usine de l'entreprise.

Raymond Bergougnan créa une entreprise de tampons commerciaux en caoutchouc en 1880. Son atelier se trouvait au rez-de-chaussée de la cité Vaudoit, rue Gaultier-de-Biauzat à Clermont-Ferrand. Sept ans plus tard, l'atelier devant s'agrandir, il déménagea rue Fongiève, dans un quartier encore peu bâti au nord-ouest du centre-ville.
En 1889, il constitua la société Bergougnan et Cie au capital de 250 000 francs. La production se diversifia alors et en  1898, avec Émile Chrétien avec lequel il était associé depuis 1894, il fonda une société anonyme, la Société de Caoutchouc brut ou manufacturé, anciens Établissements Bergougnan et Cie, pour développer la production de bandages caoutchoutés pour automobiles, se distinguant alors de l'autre fabricant local, Michelin, qui lui misait déjà tout sur le pneumatique. Ce bandage est alors apprécié pour le transport de charges lourdes. En 1906, Bergougnan commercialise la "bande pleine" permettant de faire rouler en sécurité jusqu'à la vitesse de 20 km/h les chariots lourds, soit le double de leur vitesse d'alors.
En 1906, un proche de Raymond Bergougnan, Étienne Clémentel, député-maire de Riom et qui venait de quitter la tête du ministère des Colonies est nommé administrateur délégué des Établissements Bergougnan à Paris. Peu après sa nomination, l'entreprise obtint le marché de la Compagnie générale des omnibus pour le bandage plein des roues des bus parisiens.

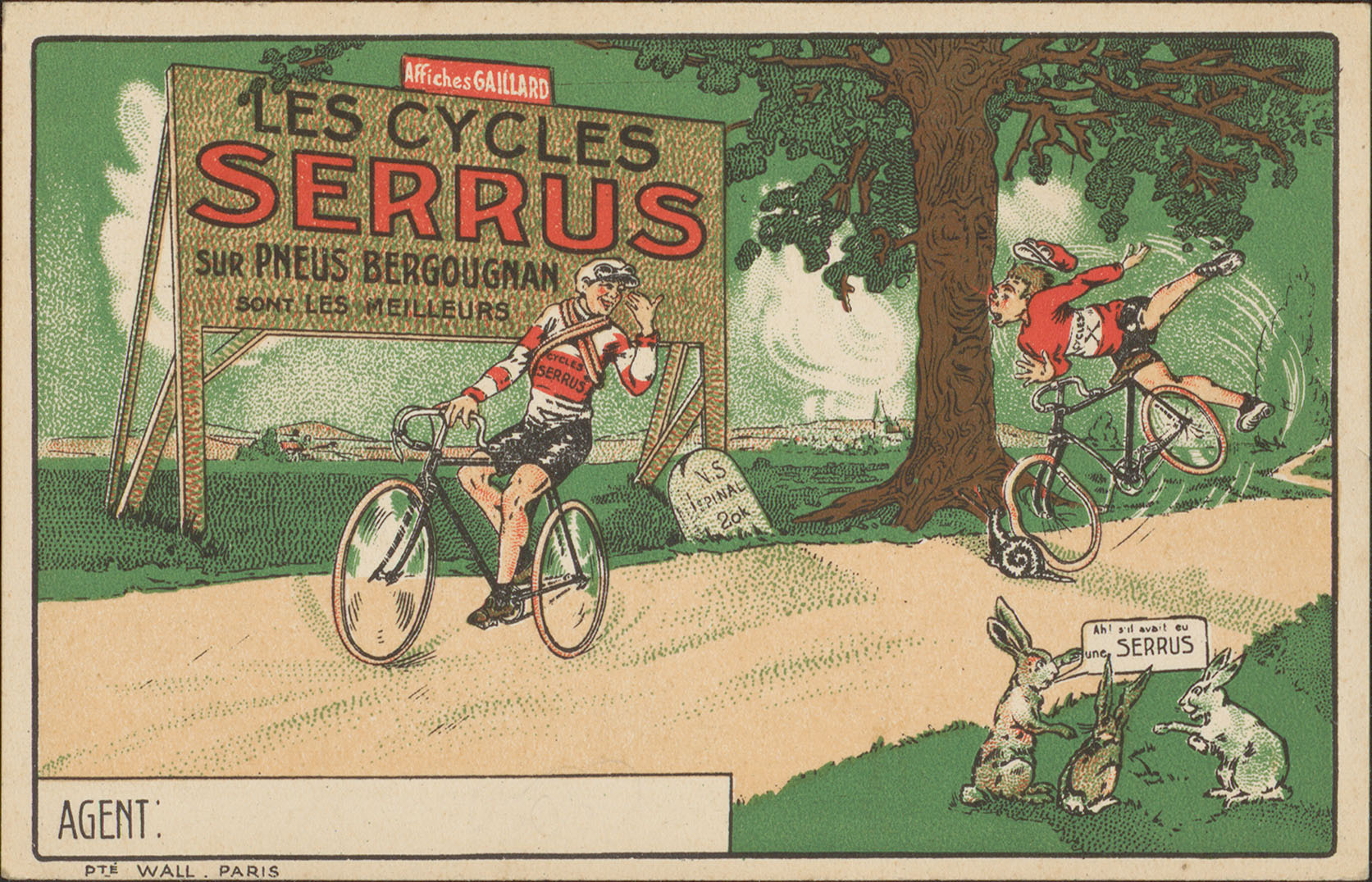
Carte postale publicitaire pour les cycles Serrus équipés de pneus Bergougnan

En 1911, une tentative de fusion avec la société Torrilhon située à Chamalières dans la banlieue clermontoise, échoue, après quoi la société Bergougnan construisit une nouvelle usine dès l'année suivante.

### Première Guerre mondiale

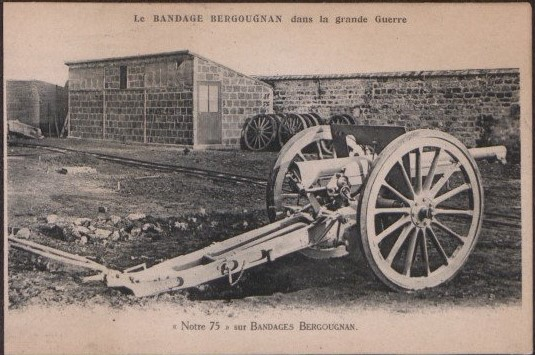
Carte postale avec le canon de 75 français lors de la Première Guerre mondiale dont les roues sont équipées de bandages Bergougnan (collection Clermont Auvergne Métropole, bibliothèque du Patrimoine)

Au début de la Première Guerre, dans ce qui était devenu une usine sur 14 hectares dans le quartier de Fontgiève, Bergougnan produisait chaque jour 2 500 mètres de bandes pleines mais aussi 600 pneus automobiles, 2500 pneus vélo et 3000 chambres à air. L'entreprise employait 2 500 personnes. Peu présents au début du conflit, les camions vont prendre une importance stratégique pour la logistique d'approvisionnement illustré par les camions sur la fameuse Voie sacrée. Bergougnan devint le principal fournisseur de bandes caoutchoutées de l'armée française. Pour remplacer les 800 hommes de l'usine partis sur le front, Bergougnan embaucha des femmes et des enfants,.

### L'entre-deux-guerres: l'apogée

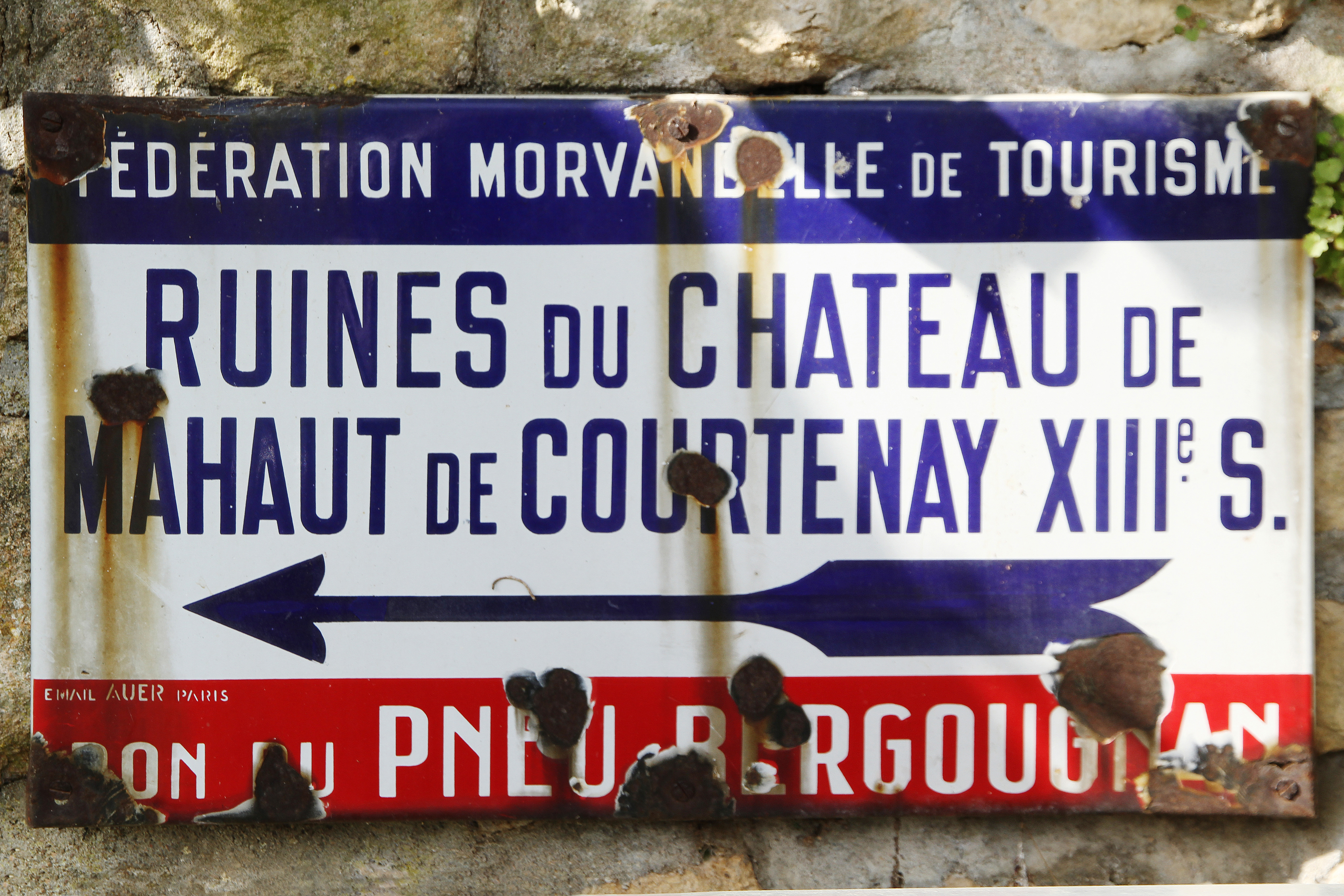
Panneau de signalisation offert par Bergougnan

L'entre-deux guerres marquera l'apogée de l'entreprise qui figurait alors parmi les principaux pneumaticiens en France et en Europe. Le pneumatique, enfin fiable pour les poids-lourds, remplaça les bandes pleines pour ces véhicules et Bergougnan avait mis au point un pneu camion capable de rouler plus de 100 000 km sur de mauvaises routes. L'entreprise clermontoise se développa fortement. Elle allait compter jusqu'à 25 dépôts en France et 5 en Afrique du Nord. Elle possédait une filiale et une usine aux États-Unis, à Trenton, la Bergougnan Rubber Corporation, une en Italie, à Turin, une en Belgique avec une usine à côté de Gand et une au Royaume-Uni, la Bergougnan Tyre C° ltd, avec une usine dans la banlieue de Londres. Bergougnan possédait aussi une société en Russie, les Caoutchoucs de Moscou, avec une usine à Riga mais elle en fut dépossédée par le nouvel État soviétique en 1921.
La société prit une participation importante dans la Société des Caoutchoucs de l'Indochine, s'assurant ainsi un approvisionnement moins cher et elle mit en production, au travers cette société, une importante plantation d'hévéas près de Lộc Ninh dans le sud du Vietnam.

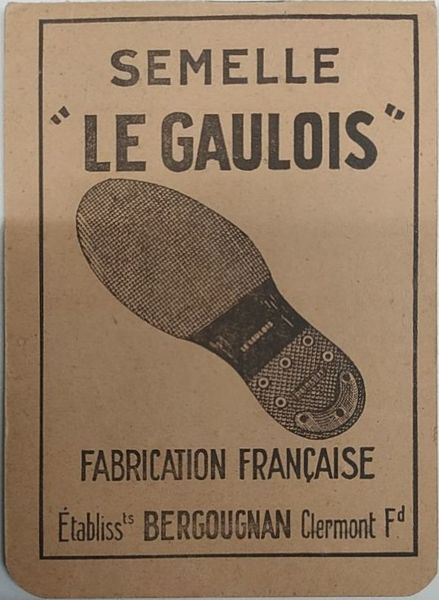
Publicité pour les semelles Le Gaulois des établissements Bergougnan vers 1925

Un des produits phare de Bergougnan était le pneu « Le Gaulois » qui connut une importante publicité avec l'effigie d'un guerrier averne sur différentes affiches et des cadeaux-gadgets. Mais l'entreprise produisait presque tout ce qui était à base de caoutchouc. Ainsi dans les années 1930, Bergougnan fabriquait des accessoires automobiles — durits, courroies de ventilateurs, joints, tapis de sol — mais aussi des  bottes, des semelles, des talons pour chaussures (très présents dans la publicité), des pavés de signalisation, des raccords et toute une gamme de tuyaux.
L'entreprise se lança aussi, avec succès, dans les pneus d'avion, une activité encore de niche mais très valorisante pour la marque. L'« Aéro-Bergougnan » équipant les premières compagnies commerciales mais aussi les avions de raid et ceux des records de Jean Mermoz.
En 1937, Bergougnan fabriqua sous licence de l'entreprise américaine Seiberling (en) basée à Akron, la « capitale américaine du pneu », des pneus de nouvelle technologie pour voitures de tourisme et pour poids-lourds. Cette même année, elle ouvrait une usine à Lyon,.
Comme son concurrent Michelin, l'entreprise avait la réputation d'une entreprise sociale. Dès 1905, une crèche gratuite fut mise à disposition du personnel. Un club omnisports et un club cycliste furent aussi créés. Et elle possédait une harmonie de plus de 120 musiciens, réputée dans la région.

### Guerre et après-guerre: le début du déclin

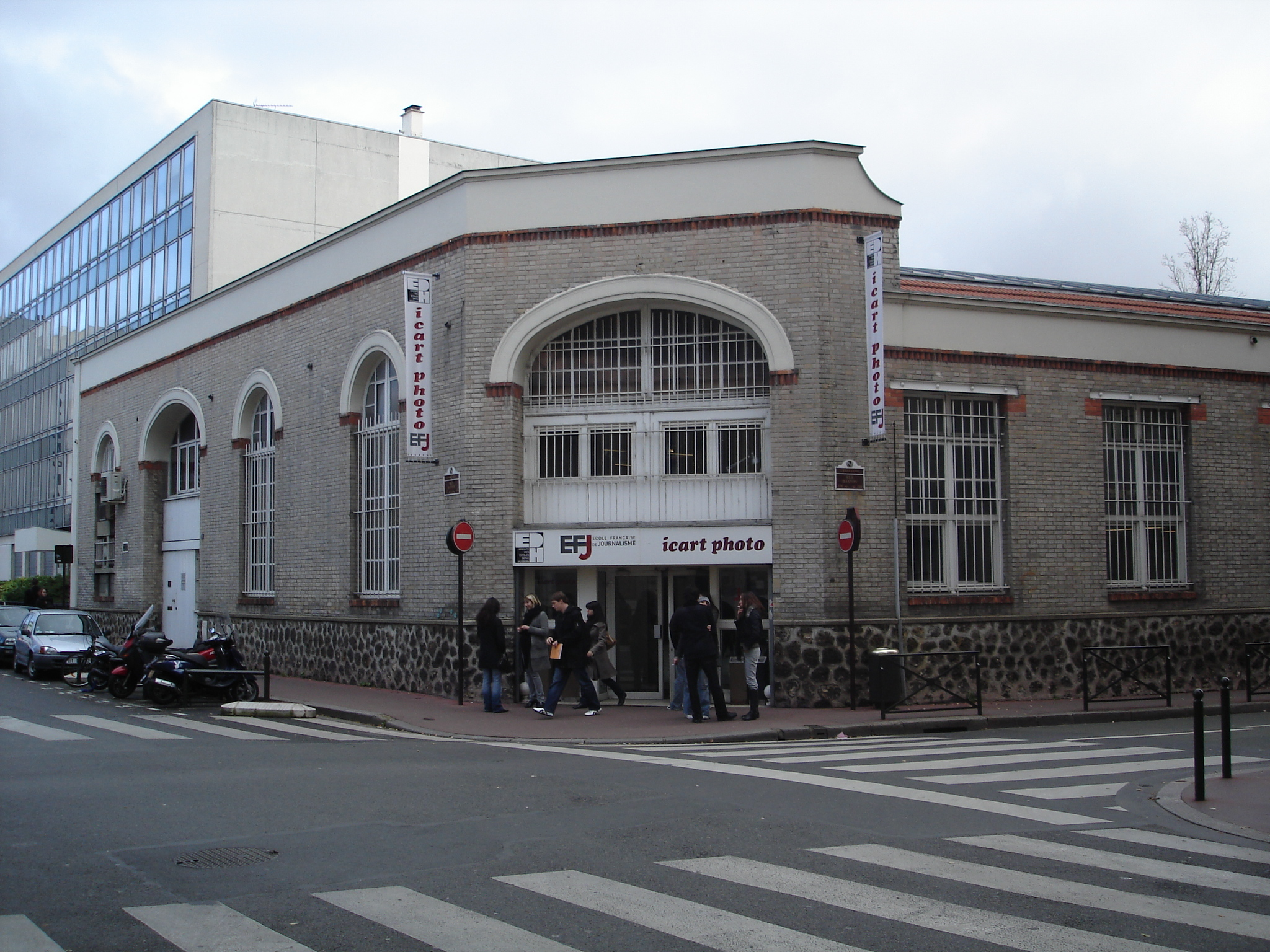
Ancienne usine Bergougnan à Levallois, reconvertie en école de photographie

Raymond Bergougnan mourut en septembre 1942. Lors de l'Occupation, après l'invasion de la zone libre en novembre 1942, l'usine de Clermont-Ferrand passa sous direction allemande. Mais sa production fut fortement ralentie principalement par manque de technologie pour le caoutchouc synthétique. Le renseignement britannique privilégia ainsi le bombardement de l'usine Michelin de Cataroux en mars 1944, jugée plus stratégique.
Son neveu André Bergougnan lui succédera à la tête de l'entreprise en 1948,. L'après guerre fut plus difficile pour l'entreprise. Au milieu des années 1950, l'entreprise rata le virage technologique des élastomères de synthèse. Il s'ensuivit des problèmes financiers puis sociaux. Michelin finit par racheter son concurrent au début des années 1960, plus pour éviter son rachat par Goodyear avec lequel la famille Bergougnan était en négociation, que par intérêt économique. Bergougnan apparaissait alors comme une entreprise vieillissante et un peu dépassée,.
Les usines de Fongiève furent détruites en 1977 pour laisser la place à des logements et des bureaux. Aujourd'hui la marque Bergougnan appartient à la société Trelleborg qui fabrique des pneus et des roues pour des véhicules agricoles, de manutention et de travaux publics. Elle possède une usine à Clermont-Ferrand.